# Lidia Tseraskaja
Lidia Petrovna Tseraskaya (ryska: Лидия Петровна Цераская), född 1855, död 1931, var en rysk astronom.  
Nedslagskratern Tseraskaya på planeten Venus är uppkallad efter henne.